# Stereophyllum laxirete
Stereophyllum laxirete är en bladmossart som beskrevs av Brotherus och Potier de la Varde 1929. Stereophyllum laxirete ingår i släktet Stereophyllum och familjen Stereophyllaceae. Inga underarter finns listade i Catalogue of Life.